# Liste des singles les plus vendus
Cette liste non exhaustive présente un classement des meilleures ventes de singles dans le monde, d'abord sous forme physique (disque), puis sous format numérique en téléchargement.

## Meilleures ventes de singles physiques

### 10 millions d'exemplaires vendus ou plus
| Artiste                             | Titre                                    | Année                          | Ventes (en millions)           |
| Au moins 15 millions de copies      | Au moins 15 millions de copies           | Au moins 15 millions de copies | Au moins 15 millions de copies |
| ----------------------------------- | ---------------------------------------- | ------------------------------ | ------------------------------ |
| Bing Crosby                         | White Christmas                          | 1942                           | 50                             |
| Elton John                          | Candle in the Wind 1997                  | 1997                           | 33,                            |
| Mungo Jerry                         | In the Summertime                        | 1970                           | 30,                            |
| Bing Crosby                         | Silent Night                             | 1935                           | 30                             |
| Bill Haley & His Comets             | Rock Around the Clock                    | 1954                           | 25,                            |
| Whitney Houston                     | I Will Always Love You                   | 1992                           | 24 ,                           |
| Domenico Modugno                    | Nel blu dipinto di blu                   | 1958                           | 22,                            |
| Elvis Presley                       | It's Now or Never                        | 1960                           | 20,                            |
| USA for Africa                      | We Are the World                         | 1985                           | 20,                            |
| The Ink Spots                       | If I Didn't Care                         | 1939                           | 19                             |
| Céline Dion                         | My Heart Will Go On                      | 1997                           | 18                             |
| The Beatles                         | I Want to Hold Your Hand                 | 1963                           | 15,                            |
| John Travolta et Olivia Newton-John | You're the One That I Want               | 1978                           | 15,                            |
| Bryan Adams                         | (Everything I Do) I Do It for You        | 1991                           | 15,                            |
| Au moins 12 millions de copies      |                                          |                                |                                |
| Mariah Carey                        | All I Want for Christmas Is You          | 1994                           | 14                             |
| Herman's Hermits                    | Mrs. Brown, You've Got a Lovely Daughter | 1965                           | 14                             |
| Scorpions                           | Wind of Change                           | 1990                           | 14                             |
| Robert Miles                        | Children                                 | 1995                           | 13                             |
| Gene Autry                          | Rudolph the Red-Nosed Reindeer           | 1949                           | 12.5                           |
| Band Aid                            | Do They Know It's Christmas?             | 1984                           | 12                             |
| Andrea Bocelli et Sarah Brightman   | Time to Say Goodbye                      | 1995                           | 12                             |
| Lou Bega                            | Mambo No. 5                              | 1999                           | 12                             |
| Village People                      | Y.M.C.A.                                 | 1978                           | 12,                            |
| Au moins 11 millions de copies      |                                          |                                |                                |
| Cher                                | Believe                                  | 1998                           | 11,                            |
| Carl Douglas                        | Kung Fu Fighting                         | 1974                           | 11,                            |
| Terry Jacks                         | Seasons in the Sun                       | 1974                           | 11                             |
| George McCrae                       | Rock Your Baby                           | 1974                           | 11                             |
| The Mills Brothers                  | Paper Doll (en)                          | 1943                           | 11                             |
| Roger Whittaker                     | The Last Farewell (en)                   | 1971                           | 11                             |
| Au moins 10 millions de copies      |                                          |                                |                                |
| ABBA                                | Fernando                                 | 1976                           | 10                             |
| Ace of Base                         | All That She Wants                       | 1992                           | 10                             |
| Roy Acuff                           | Wabash Cannonball (en)                   | 1942                           | 10                             |
| Paul Anka                           | Diana                                    | 1957                           | 10,                            |
| Boney M.                            | Rivers of Babylon                        | 1978                           | 10                             |
| Toni Braxton                        | Un-Break My Heart                        | 1996                           | 10                             |
| Culture Beat                        | Mr. Vain                                 | 1993                           | 10                             |
| The Knack                           | My Sharona                               | 1979                           | 10,                            |
| Lipps Inc.                          | Funkytown                                | 1980                           | 10                             |
| Los del Río                         | Macarena                                 | 1995                           | 10,                            |
| Middle of the Road                  | Chirpy Chirpy Cheep Cheep                | 1971                           | 10,                            |
| The Monkees                         | I'm a Believer                           | 1966                           | 10                             |
| Patti Page                          | Tennessee Waltz                          | 1950                           | 10,                            |
| Panjabi MC                          | Mundian To Bach Ke (en)                  | 1998                           | 10                             |
| The Penguins                        | Earth Angel                              | 1954                           | 10,                            |
| Elvis Presley                       | Heartbreak Hotel                         | 1956                           | 10                             |
| Elvis Presley                       | Hound Dog                                | 1956                           | 10                             |
| Procol Harum                        | A Whiter Shade of Pale                   | 1967                           | 10                             |
| Britney Spears                      | ...Baby One More Time                    | 1999                           | 10                             |
| Van McCoy                           | The Hustle                               | 1975                           | 10,                            |

### 5 millions d'exemplaires vendus ou plus
| Artiste                             | Titre                                                    | Année                         | Ventes (en millions)          |                               |
| Au moins 8 millions de copies       | Au moins 8 millions de copies                            | Au moins 8 millions de copies | Au moins 8 millions de copies | Au moins 8 millions de copies |
| ----------------------------------- | -------------------------------------------------------- | ----------------------------- | ----------------------------- | ----------------------------- |
| Wings                               | Mull of Kintyre                                          | 1977                          | 9                             |                               |
| The Animals                         | The House of the Rising Sun                              | 1964                          | 8                             |                               |
| The Beatles                         | Hey Jude                                                 | 1968                          | 8                             |                               |
| Mary Hopkin                         | Those Were the Days                                      | 1968                          | 8                             |                               |
| Paul Hardcastle                     | 19                                                       | 1985                          | 8                             |                               |
| Mahalia Jackson                     | Move On Up a Little Higher                               | 1948                          | 8                             |                               |
| M                                   | Pop Muzik                                                | 1979                          | 8                             |                               |
| Modern Talking                      | You're My Heart, You're My Soul                          | 1984                          | 8,                            |                               |
| Nirvana                             | Smells Like Teen Spirit                                  | 1991                          | 8                             |                               |
| O-Zone                              | Dragostea din tei                                        | 2004                          | 8                             |                               |
| Seal                                | Kiss from a Rose                                         | 1994                          | 8                             |                               |
| Shocking Blue                       | Venus                                                    | 1969                          | 8                             |                               |
| Maurice Williams and the Zodiacs    | Stay                                                     | 1960                          | 8                             |                               |
| Au moins 7 millions de copies       |                                                          |                               |                               |                               |
| 4 Non Blondes                       | What's Up?                                               | 1993                          | 7                             |                               |
| The Black Crowes                    | Hard to Handle                                           | 1990                          | 7                             |                               |
| Chic                                | Le Freak                                                 | 1978                          | 7                             |                               |
| Georgie Fame                        | The Ballad of Bonnie and Clyde                           | 1967                          | 7                             |                               |
| Danyel Gérard                       | Butterfly                                                | 1971                          | 7,                            |                               |
| Michael Jackson                     | Billie Jean                                              | 1983                          | 7                             |                               |
| Las Ketchup                         | Aserejé                                                  | 2002                          | 7                             |                               |
| Scott McKenzie                      | San Francisco (Be Sure to Wear Flowers in Your Hair)     | 1967                          | 7,                            |                               |
| Roy Orbison                         | Oh, Pretty Woman                                         | 1964                          | 7,                            |                               |
| Queen                               | Another One Bites the Dust                               | 1980                          | 7                             |                               |
| Julie Rogers                        | The Wedding                                              | 1964                          | 7,                            |                               |
| Royal Scots Dragoon Guards          | Amazing Grace                                            | 1972                          | 7,                            |                               |
| Spice Girls                         | Wannabe                                                  | 1996                          | 7                             |                               |
| Ricky Valance                       | Tell Laura I Love Her                                    | 1960                          | 7                             |                               |
| Au moins 6 millions de copies       |                                                          |                               |                               |                               |
| Artie Shaw and His Orchestra        | Begin the Beguine                                        | 1938                          | 6.5                           |                               |
| Culture Club                        | Do You Really Want to Hurt Me                            | 1982                          | 6.5                           |                               |
| Eiffel 65                           | Blue (Da Ba Dee)                                         | 1999                          | 6.5                           |                               |
| The Archies                         | Sugar, Sugar                                             | 1969                          | 6,                            |                               |
| The Beatles                         | Can't Buy Me Love                                        | 1964                          | 6                             |                               |
| The Champs                          | Tequila                                                  | 1958                          | 6,                            |                               |
| Clout                               | Substitute                                               | 1978                          | 6                             |                               |
| Coolio featuring L. V.              | Gangsta's Paradise                                       | 1995                          | 6,                            |                               |
| Bing Crosby and the Andrews Sisters | Jingle Bells                                             | 1943                          | 6                             |                               |
| Vernon Dalhart                      | The Prisoner's Song                                      | 1970                          | 6                             |                               |
| Dawn featuring Tony Orlando         | Tie a Yellow Ribbon Round the Ole Oak Tree               | 1973                          | 6,                            |                               |
| Neil Diamond                        | Cracklin' Rosie                                          | 1970                          | 6                             |                               |
| Frankie Goes to Hollywood           | Relax                                                    | 1983                          | 6                             |                               |
| Harry Simeone Chorale               | The Little Drummer Boy                                   | 1958                          | 6                             |                               |
| The Jackson Five                    | I Want You Back                                          | 1969                          | 6                             |                               |
| Jerry Lee Lewis                     | Whole Lotta Shakin' Goin' On                             | 1957                          | 6                             |                               |
| Lio                                 | Amoureux solitaires                                      | 1980                          | 6                             |                               |
| Madonna                             | Vogue                                                    | 1990                          | 6                             |                               |
| George Michael                      | Careless Whisper                                         | 1984                          | 6                             |                               |
| Rick Nelson                         | Travelin' Man                                            | 1961                          | 6                             |                               |
| The New Seekers                     | I'd Like to Teach the World to Sing (In Perfect Harmony) | 1971                          | 6                             |                               |
| Elvis Presley                       | Don't Be Cruel                                           | 1956                          | 6                             |                               |
| Rick Dees and His Cast of Idiots    | Disco Duck                                               | 1976                          | 6,                            |                               |
| Jeannie C. Riley                    | Harper Valley P.T.A.                                     | 1968                          | 6                             |                               |
| Simon and Garfunkel                 | Bridge over Troubled Water                               | 1970                          | 6                             |                               |
| Millie Small                        | My Boy Lollipop                                          | 1964                          | 6,                            |                               |
| Stars on 45                         | Stars on 45                                              | 1981                          | 6                             |                               |
| Tony Orlando and Dawn               | Knock Three Times                                        | 1970                          | 6,                            |                               |
| Bonnie Tyler                        | It's a Heartache                                         | 1977                          | 6                             |                               |
| Bonnie Tyler                        | Total Eclipse of the Heart                               | 1983                          | 6                             |                               |
| Au moins 5 millions de copies       |                                                          |                               |                               |                               |
| Tino Rossi                          | Petit Papa Noël                                          | 1946                          | 5.7                           |                               |
| 1910 Fruitgum Company               | Simon Says                                               | 1967                          | 5,                            |                               |
| ABBA                                | Waterloo                                                 | 1974                          | 5                             |                               |
| Gene Austin                         | My Blue Heaven                                           | 1927                          | 5,                            |                               |
| Gene Autry                          | That Silver-Haired Daddy of Mine                         | 1935                          | 5                             |                               |
| Charles Aznavour                    | She                                                      | 1974                          | 5                             |                               |
| The Beatles                         | She Loves You                                            | 1963                          | 5                             |                               |
| Bee Gees                            | Massachusetts                                            | 1963                          | 5,                            |                               |
| Debby Boone                         | You Light Up My Life                                     | 1977                          | 5                             |                               |
| The Buggles                         | Video Killed the Radio Star                              | 1979                          | 5                             |                               |
| Culture Club                        | Karma Chameleon                                          | 1983                          | 5,                            |                               |
| The DeCastro Sisters                | Teach Me Tonight                                         | 1954                          | 5,                            |                               |
| Enigma                              | Sadeness (Part I)                                        | 1990                          | 5                             |                               |
| Fatboy Slim                         | The Rockafeller Skank                                    | 1998                          | 5                             |                               |
| George Harrison                     | My Sweet Lord                                            | 1970                          | 5                             |                               |
| Engelbert Humperdinck               | Release Me                                               | 1967                          | 5                             |                               |
| I Santo California                  | Torneró                                                  | 1974                          | 5                             |                               |
| The Jackson Five                    | I'll Be There                                            | 1970                          | 5,                            |                               |
| Tom Jones                           | Delilah                                                  | 1968                          | 5                             |                               |
| Kaoma                               | Lambada                                                  | 1989                          | 5,                            |                               |
| Jerry Lee Lewis                     | Great Balls of Fire                                      | 1957                          | 5                             |                               |
| Madonna                             | Like a Prayer                                            | 1989                          | 5                             |                               |
| Ricky Martin                        | María                                                    | 1995                          | 5                             |                               |
| Michael Zager Band                  | Let's All Chant                                          | 1977                          | 5,                            |                               |
| Mitch Miller                        | March from the River Kwai (en)                           | 1957                          | 5                             |                               |
| The Monkees                         | Daydream Believer                                        | 1967                          | 5                             |                               |
| Art Mooney and His Orchestra        | Bluebird of Happiness                                    | 1948                          | 5                             |                               |
| Art Mooney and His Orchestra        | I'm Looking Over a Four Leaf Clover                      | 1948                          | 5                             |                               |
| Musical Youth                       | Pass the Dutchie                                         | 1982                          | 5                             |                               |
| Donny Osmond                        | Puppy Love                                               | 1972                          | 5                             |                               |
| The Partridge Family                | I Think I Love You                                       | 1970                          | 5                             |                               |
| Elvis Presley                       | Surrender                                                | 1961                          | 5                             |                               |
| Gerry Rafferty                      | Baker Street                                             | 1978                          | 5                             |                               |
| Cliff Richard                       | We Don't Talk Anymore                                    | 1979                          | 5                             |                               |
| Nini Rosso                          | Il Silenzio                                              | 1965                          | 5                             |                               |
| David Seville and the Chipmunks     | The Chipmunk Song (Christmas Don't Be Late)              | 1958                          | 5                             |                               |
| Staff Sergeant Barry Sadler         | Ballad of the Green Berets                               | 1966                          | 5                             |                               |
| Tag Team                            | Whoomp! (There It Is)                                    | 1993                          | 5,                            |                               |
| Three Dog Night                     | Joy to the World                                         | 1971                          | 5                             |                               |
| Tommy James and the Shondells       | Crimson and Clover                                       | 1968                          | 5,                            |                               |
| The Tornados                        | Telstar                                                  | 1962                          | 5,                            |                               |
| Zager and Evans                     | In the Year 2525                                         | 1978                          | 5,                            |                               |

## Meilleures ventes de singles téléchargés
| Artiste                                                                  | Titre                            | Année                          | Ventes (en millions)           |
| Au moins 15 millions de copies                                           | Au moins 15 millions de copies   | Au moins 15 millions de copies | Au moins 15 millions de copies |
| ------------------------------------------------------------------------ | -------------------------------- | ------------------------------ | ------------------------------ |
| Ed Sheeran                                                               | Shape of You                     | 2017                           | 26.6                           |
| Luis Fonsi featuring Daddy Yankee                                        | Despacito                        | 2017                           | 24.3                           |
| Wiz Khalifa featuring Charlie Puth                                       | See You Again                    | 2015                           | 20.9                           |
| The Chainsmokers featuring Halsey                                        | Closer                           | 2016                           | 20.7,                          |
| Adele                                                                    | Rolling in the Deep              | 2018                           | 20.6                           |
| Mark Ronson featuring Bruno Mars                                         | Uptown Funk                      | 2015                           | 20                             |
| Ed Sheeran                                                               | Thinking Out Loud                | 2015                           | 19.5                           |
| Carly Rae Jepsen                                                         | Call Me Maybe                    | 2011                           | 18                             |
| The Black Eyed Peas                                                      | I Gotta Feeling                  | 2009                           | 15                             |
| Kesha                                                                    | TiK ToK                          | 2009                           | 15                             |
| Maroon 5 featuring Christina Aguilera                                    | Moves like Jagger                | 2011                           | 15                             |
| Au moins 14 millions de copies                                           |                                  |                                |                                |
| Robin Thicke featuring T.I. et Pharrell                                  | Blurred Lines                    | 2013                           | 14.8                           |
| Lady Gaga                                                                | Poker Face                       | 2008                           | 14                             |
| LMFAO featuring Lauren Bennett et GoonRock                               | Party Rock Anthem                | 2011                           | 14                             |
| Au moins 13 millions de copies                                           |                                  |                                |                                |
| Bruno Mars                                                               | Just the Way You Are             | 2010                           | 13.9                           |
| Pharrell Williams                                                        | Happy                            | 2013                           | 13.9                           |
| Maroon 5                                                                 | Sugar                            | 2015                           | 13.5                           |
| Psy                                                                      | Gangnam Style                    | 2012                           | 13.5                           |
| Macklemore et Ryan Lewis featuring Wanz                                  | Thrift Shop                      | 2012                           | 13.4                           |
| Katy Perry featuring Juicy J                                             | Dark Horse                       | 2013                           | 13.2                           |
| Major Lazer et DJ Snake featuring MØ                                     | Lean On                          | 2015                           | 13.1                           |
| Gotye featuring Kimbra                                                   | Somebody That I Used to Know     | 2011                           | 13,                            |
| Au moins 12 millions de copies                                           |                                  |                                |                                |
| Eminem featuring Rihanna                                                 | Love the Way You Lie             | 2010                           | 12.8                           |
| Ellie Goulding                                                           | Love Me Like You Do              | 2015                           | 12.6                           |
| Drake featuring Wizkid et Kyla                                           | One Dance                        | 2016                           | 12.5                           |
| Adele                                                                    | Hello                            | 2015                           | 12.3                           |
| John Legend                                                              | All of Me                        | 2013                           | 12.3                           |
| Justin Bieber featuring Ludacris                                         | Baby                             | 2010                           | 12                             |
| Flo Rida featuring Kesha                                                 | Right Round                      | 2009                           | 12                             |
| Flo Rida featuring T-Pain                                                | Low                              | 2007                           | 12                             |
| Lady Gaga                                                                | Bad Romance                      | 2009                           | 12,                            |
| Au moins 11 millions de copies                                           |                                  |                                |                                |
| Justin Bieber                                                            | Love Yourself                    | 2015                           | 11.7                           |
| The Chainsmokers et Coldplay                                             | Something Just like This         | 2017                           | 11.5                           |
| Avicii                                                                   | Wake Me Up!                      | 2013                           | 11.1                           |
| Sia featuring Sean Paul                                                  | Cheap Thrills                    | 2016                           | 11.1                           |
| Katy Perry                                                               | Firework                         | 2010                           | 11                             |
| Meghan Trainor                                                           | All About That Bass              | 2014                           | 11                             |
| Au moins 10 millions de copies                                           |                                  |                                |                                |
| Idina Menzel                                                             | Let It Go                        | 2013                           | 10.9                           |
| Jason Mraz                                                               | I'm Yours                        | 2008                           | 10.9                           |
| Justin Bieber                                                            | Sorry                            | 2015                           | 10.8                           |
| Bruno Mars                                                               | Grenade                          | 2010                           | 10.7                           |
| Rihanna featuring Drake                                                  | Work                             | 2016                           | 10.6                           |
| Rihanna & Calvin Harris                                                  | We Found Love                    | 2011                           | 10.5                           |
| Lukas Graham                                                             | 7 Years                          | 2015                           | 10.4                           |
| The Chainsmokers featuring Daya                                          | Don't Let Me Down                | 2016                           | 10.2                           |
| Sia                                                                      | Chandelier                       | 2014                           | 10                             |
| James Blunt                                                              | You're Beautiful                 | 2005                           | 10                             |
| Eminem                                                                   | Not Afraid                       | 2010                           | 10                             |
| Imagine Dragons                                                          | Radioactive                      | 2012                           | 10                             |
| Lady Gaga featuring Colby O'Donis                                        | Just Dance                       | 2008                           | 10                             |
| Lorde                                                                    | Royals                           | 2013                           | 10                             |
| Katy Perry                                                               | Roar                             | 2013                           | 10                             |
| Mike Posner                                                              | I Took a Pill in Ibiza           | 2015                           | 10                             |
| Mark Ronson featuring Bruno Mars                                         | Uptown Funk                      | 2014                           | 10,                            |
| Shakira featuring Freshlyground                                          | Waka Waka (This Time for Africa) | 2010                           | 10                             |
| Shakira featuring Wyclef Jean                                            | Hips Don't Lie                   | 2006                           | 10                             |
| Alexandra Stan                                                           | Mr. Saxobeat                     | 2011                           | 10                             |
| Au moins 9 millions de copies                                            |                                  |                                |                                |
| Pink featuring Nate Ruess                                                | Just Give Me a Reason            | 2013                           | 9.9                            |
| Twenty One Pilots                                                        | Stressed Out                     | 2015                           | 9.9                            |
| Bruno Mars                                                               | That's What I Like               | 2017                           | 9.7                            |
| Fun featuring Janelle Monáe                                              | We Are Young                     | 2011                           | 9.6                            |
| Pitbull featuring Kesha                                                  | Timber                           | 2013                           | 9.6                            |
| Daft Punk featuring Pharrell Williams                                    | Get Lucky                        | 2013                           | 9.3                            |
| Taylor Swift                                                             | Blank Space                      | 2015                           | 9.2                            |
| Iggy Azalea featuring Charli XCX                                         | Fancy                            | 2014                           | 9.1                            |
| Lil Wayne featuring Static Major                                         | Lollipop                         | 2008                           | 9.1                            |
| Maroon 5 featuring Wiz Khalifa                                           | Payphone                         | 2012                           | 9.1                            |
| Ariana Grande featuring Iggy Azalea                                      | Problem                          | 2014                           | 9                              |
| Lady Gaga                                                                | Born This Way                    | 2011                           | 9                              |
| Madonna                                                                  | Hung Up                          | 2005                           | 9                              |
| Au moins 8 millions de copies                                            |                                  |                                |                                |
| Thelma Aoyama                                                            | Soba ni Iru ne                   | 2008                           | 8.7                            |
| Magic!                                                                   | Rude                             | 2013                           | 8.6                            |
| The Black Eyed Peas                                                      | Boom Boom Pow                    | 2009                           | 8.5                            |
| Jennifer Lopez featuring Pitbull                                         | On the Floor                     | 2011                           | 8.4                            |
| Kendrick Lamar                                                           | Humble                           | 2017                           | 8.3                            |
| Bruno Mars                                                               | When I Was Your Man              | 2013                           | 8.3                            |
| OMI                                                                      | Cheerleader                      | 2015                           | 8.3                            |
| Charlie Puth                                                             | Attention                        | 2017                           | 8.3                            |
| Pitbull featuring Ne-Yo, Afrojack et Nayer                               | Give Me Everything               | 2010                           | 8.2                            |
| Jason Derulo                                                             | Want to Want Me                  | 2015                           | 8.1                            |
| will.i.am featuring Britney Spears                                       | Scream & Shout                   | 2012                           | 8.1                            |
| Enrique Iglesias featuring Sean Paul, Descemer Bueno et Gente de Zona    | Bailando                         | 2014                           | 8                              |
| Hikaru Utada                                                             | Flavor of Life                   | 2007                           | 8                              |
| Au moins 7 millions de copies                                            |                                  |                                |                                |
| DJ Khaled featuring Justin Bieber, Quavo, Chance the Rapper et Lil Wayne | I'm the One                      | 2017                           | 7.9                            |
| Ed Sheeran                                                               | Perfect                          | 2017                           | 7.9                            |
| Rihanna featuring Mikky Ekko                                             | Stay                             | 2012                           | 7.9                            |
| Imagine Dragons                                                          | Believer                         | 2017                           | 7.8                            |
| Greeeen                                                                  | Kiseki                           | 2008                           | 7.6                            |
| Lady Gaga featuring Beyoncé                                              | Telephone                        | 2010                           | 7.4                            |
| Leona Lewis                                                              | Bleeding Love                    | 2007                           | 7.7                            |
| Avril Lavigne                                                            | Girlfriend                       | 2007                           | 7.3                            |
| The Black Eyed Peas                                                      | The Time (Dirty Bit)             | 2010                           | 7.3                            |
| Nicki Minaj                                                              | Starships                        | 2012                           | 7.2                            |
| Michel Teló                                                              | Ai, Se eu te Pego                | 2011                           | 7.2                            |
| Hilcrhyme                                                                | Shunkashūtō                      | 2009                           | 7                              |
| Au moins 6 millions de copies                                            |                                  |                                |                                |
| Maroon 5                                                                 | One More Night                   | 2012                           | 6.9                            |
| Usher featuring will.i.am                                                | OMG                              | 2010                           | 6.9                            |
| Katy Perry featuring Snoop Dogg                                          | California Gurls                 | 2010                           | 6.7                            |
| Flo Rida                                                                 | Whistle                          | 2012                           | 6.6                            |
| Rihanna featuring Jay-Z                                                  | Umbrella                         | 2007                           | 6.6                            |
| Train                                                                    | Hey, Soul Sister                 | 2009                           | 6.6                            |
| Flo Rida                                                                 | Wild Ones                        | 2011                           | 6.5                            |
| Bruno Mars                                                               | The Lazy Song                    | 2011                           | 6.5                            |
| Shōnan no Kaze                                                           | Junrenka                         | 2006                           | 6.5                            |
| Taylor Swift                                                             | Love Story                       | 2008                           | 6.5                            |
| Timbaland                                                                | Apologize                        | 2007                           | 6.2                            |
| Beyoncé                                                                  | Single Ladies (Put a Ring on It) | 2008                           | 6.1                            |
| Paramore                                                                 | CrushCrushCrush                  | 2007                           | 6.1                            |
| A Great Big World et Christina Aguilera                                  | Say Something                    | 2013                           | 6                              |
| Kaela Kimura                                                             | Butterfly                        | 2009                           | 6                              |
| The Pussycat Dolls featuring Busta Rhymes                                | Don't Cha                        | 2005                           | 6                              |
| Au moins 5 millions de copies                                            |                                  |                                |                                |
| T-Pain featuring Yung Joc                                                | Buy U a Drank (Shawty Snappin')  | 2007                           | 5.9                            |
| Akon                                                                     | Don't Matter                     | 2007                           | 5.7                            |
| Katy Perry                                                               | I Kissed a Girl                  | 2008                           | 5.7                            |
| Soulja Boy                                                               | Kiss Me thru the Phone           | 2008                           | 5.7                            |
| Alicia Keys                                                              | No One                           | 2007                           | 5.6                            |
| Usher featuring Young Jeezy                                              | Love In This Club                | 2008                           | 5.6                            |
| Chris Brown                                                              | With You                         | 2007                           | 5.5                            |
| Britney Spears                                                           | Circus                           | 2008                           | 5.5                            |
| Swedish House Mafia featuring John Martin                                | Don't You Worry Child            | 2012                           | 5.5                            |
| Kanye West                                                               | Heartless                        | 2008                           | 5.5                            |
| Phillip Phillips                                                         | Home                             | 2012                           | 5.4                            |
| Greeeen                                                                  | Ai Uta                           | 2007                           | 7.6                            |
| Shop Boyz                                                                | Party Like a Rockstar            | 2007                           | 5.2                            |
| Soulja Boy                                                               | Crank That (Soulja Boy)          | 2007                           | 5.2                            |
| Ai                                                                       | Story                            | 2005                           | 5                              |
| Avicii                                                                   | Levels                           | 2011                           | 5                              |
| Kelly Clarkson                                                           | Stronger (What Doesn't Kill You) | 2012                           | 5                              |
| Clean Bandit featuring Jess Glynne                                       | Rather Be                        | 2014                           | 5                              |
| Enrique Iglesias featuring Pitbull                                       | I Like It                        | 2010                           | 5                              |
| Greeeen                                                                  | Haruka                           | 2009                           | 5                              |
| Kaoru to Tomoki, Tamani Mook                                             | Maru Maru Mori Mori!             | 2011                           | 5                              |
| Michael Learns to Rock                                                   | Take Me to Your Heart            | 2006                           | 5                              |
| Kana Nishino                                                             | Aitakute Aitakute                | 2010                           | 5                              |
| Shakira featuring Dizzee Rascal ou El Cata                               | Loca                             | 2010                           | 5                              |
| Shakira featuring Alejandro Sanz                                         | La tortura                       | 2005                           | 5                              |